# 陷阱幽灵蛸属
陷阱幽灵蛸属（學名：Vampyronassa，意为“吸血鱼陷阱”）是一类已滅絕的幽靈蛸科頭足類，生存於侏羅紀中期（約1億6500萬年前至1億6400萬年前）的歐洲。法国阿尔代什省的罗讷河畔拉武尔特县地区发现了大约20块下卡洛夫期的陷阱幽灵蛸属化石。

## 描述
陷阱幽灵蛸属和它们的现代近亲吸血烏賊非常相似，但外套膜和第一背腕更长、漏斗管更大。陷阱幽灵蛸属有四对触须，由外套膜连接，第五对触须位于背侧，并演化为细小的感应丝状物。陷阱幽灵蛸属很可能有发光器，科学家们在一些标本上观察到了可能与之相关的结构。

## 古生态学

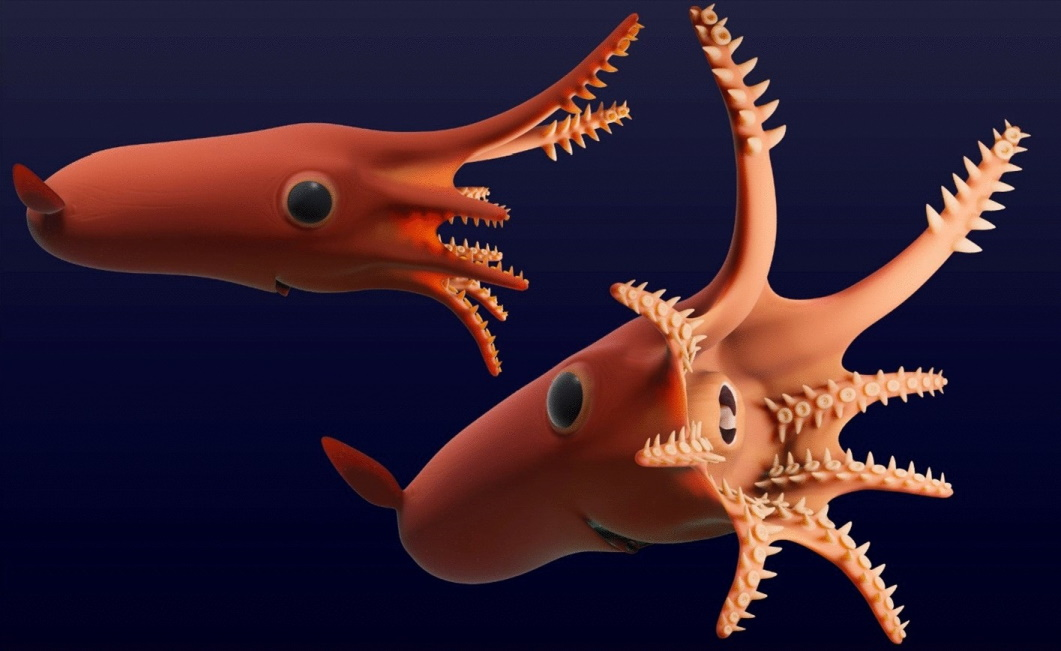
羅訥河陷阱幽靈蛸復原圖

罗讷河陷阱幽灵蛸生活在大约200米深、位于大陆坡上深海环境中。虽然它生活在无光带，但它可能不像它的表亲幽灵蛸那样是一个深海物种。它的身体相比于幽灵蛸更近似流线型，两个触须比其他六个更发达，而且有着发达的肌肉组织，这些似乎都证明了它一定是一个比幽灵蛸更积极活跃的掠食者。